# Cairo-dock
Cairo-Dock — візуально насичена панель для забезпечення запуску програм, що використовує для організації виведення бібліотеку Cairo. Cairo-dock є засобом запуску і управління застосунками, а також надання інформації про час, погоду, тощо за допомогою спеціальних аплетів, розміщених безпосередньо на робочому столі.
Cairo-Dock може працювати на будь-якому обладнанні, з будь-яким віконним менеджером, інтегруючись з більшістю десктоп-оточень, у тому числі виступаючи в ролі заміни або доповнення до Unity, Gnome-Shell, Xfce-panel і KDE-panel, та використовуючи вже наявні налаштування. Cairo-Dock також може використовуватися як самодостатня оболонка. На сучасних системах використовується OpenGL і сучасні візуальні ефекти, а на застарілих системах панель працює в спрощеному режимі, споживаючи мінімум ресурсів.  Завдяки гнучким засобам розширення функціональності Cairo-Dock не обмежується запуском програм, дозволяючи встановлювати плагіни з реалізацією нових візуальних ефектів і аплети з реалізацією додаткових дій, таких як відображення стану поштової скриньки, прийом і відправка миттєвих повідомлень, контроль за роботою медіаплеєра, стеження за RSS-стрічками, перегляд стану завантаження торентів, відображення погоди, вивід завдань з календаря-планувальника  тощо.
Проект бере початок від gnome-dock, написаного з використанням libcairo — бібліотеки векторної графіки.